# Edmund Hansen
Edmund Carl Marius Møller Hansen (Odense, 9 de septiembre de 1900-Copenhague, 26 de mayo de 1995) fue un deportista danés que compitió en ciclismo en la modalidad de pista. Participó en los Juegos Olímpicos de París 1924, obteniendo una medalla de plata en la prueba de tándem.

## Medallero internacional
| Juegos Olímpicos | Juegos Olímpicos | Juegos Olímpicos | Juegos Olímpicos |
| Año              | Lugar            | Medalla          | Competición      |
| ---------------- | ---------------- | ---------------- | ---------------- |
| 1924             | París (Francia)  | Medalla de plata | Tándem           |